# Chrysorabdia strigata
Chrysorabdia strigata là một loài bướm đêm thuộc phân họ Arctiinae, họ Erebidae.